# Karl Dietrich (Politiker, 1873)

Karl Dietrich

Karl Dietrich (auch Carl Dietrich geschrieben; * 10. Dezember 1873 in Sächsisch Haugsdorf, Landkreis Lauban; † 13. Oktober 1953 in Bad Elster) war ein deutscher Politiker (SPD) und Polizeipräsident von Kiel.

## Leben und Wirken
Dietrich war der Sohn des Vogts Karl Gottfried Dietrich (1831–1913) und dessen Frau Johanna Christiane, geb. Schwob (1835–1911). Nach dem Besuch von Dorfschulen in Martinwaldau, Kreiban, Alt-Wartha, Alte-Oels und Schosdorf in Schlesien erlernte er von 1888 bis 1892 das Tischlerhandwerk in Greiffenberg in Schlesien. 1891 trat er dem Tischlerverband, dem späteren Holzarbeiterverband bei. Es folgten einige Jahre der Tätigkeit als Gehilfe in Görlitz. 1896 heiratete er Martha Wünsch, aus der Ehe gingen drei Kinder, die das Erwachsenenalter erreichten, hervor. Dietrich setzte sich in allen Unternehmen, in denen er arbeitete für die Verbesserung der Lage der Arbeiter ein. 1903 wurde er angestellter Gauvorsteher des Deutschen Holzarbeiterverbandes in Breslau.
Von Januar 1919 bis Juni 1920 saß Dietrich mit einem Mandat für den Wahlkreis 11 (Regierungsbezirk Liegnitz) als Abgeordneter der SPD in der Weimarer Nationalversammlung. Von 1920 bis 1925 war er Landrat in Sprottau: In seiner Amtszeit wurde beispielsweise die Stromversorgung verbessert, ein Krankenhaus gebaut und ein Entwässerungskanal für den Sprottebruch angelegt, um neue landwirtschaftliche Flächen zu schaffen.
1925 wurde Dietrich vom preußischen Innenminister der Posten des Polizeipräsidenten von Kiel angeboten, den dieser im Dezember 1925 annahm. Er blieb dies bis 1932, als er im Rahmen des sog. „Preußenschlags“ in den einstweiligen Ruhestand versetzt wurde. Dietrich zog anschließend nach Görlitz zurück. 1933 wurde er aufgrund des Gesetzes zur Wiederherstellung des Berufsbeamtentums ohne Pension aus dem Staatsdienst entlassen und stand unter Polizeiaufsicht. In Görlitz betrieb er einen leinen Tabak- und Papierwarenladen. In den Jahren 1937, 1944 und 1945 war Dietrich mehrmals inhaftiert.
Nach dem Ende der NS-Herrschaft wurde Dietrich 1945 Leiter des Arbeitsamtes in Görlitz und später Landrat. 1946 trat er der SED bei und erhielt den Posten des Landrats von Großenhain. 1947 übernahm er schließlich das Amt des Kurdirektors in Bad Elster.